# ナイトホスピタル〜病気は眠らない〜
『ナイトホスピタル〜病気は眠らない〜』は、2002年10月14日から12月16日まで日本テレビ系列で毎週月曜22:00 - 22:54（JST）に放送された、よみうりテレビ制作のテレビドラマ。夜間型専門病院を舞台に、そこで勤務する病理医を中心に人間関係を描いたサスペンスドラマで、平均視聴率は9.3%。

## キャスト
- 森沢麻紀：仲間由紀恵

新米臨床医。病理医だったが、優秀さのあまり煙たがられ夜間病院へ。美人だが、男っ気はなく休みの日も研究ばかりの熱中しやすい性格。
- 大久保蛍子：高島礼子

外科医。美人で優秀の才色兼備だが、医師や患者の評判は最悪。病気の原因や患者の事情にこだわる麻紀には批判的。
- 坂本守：今田耕司

チーフ看護師。アクの強い医師たちに振り回されているが、さりげなく緩衝材的役割を果たす。麻紀の悪戦苦闘を呆れながらも見守る。
- 安恩美（アン・イルファ）：ユンソナ

韓国から来た病理医。勉強家で、病理医としての麻紀を尊敬している。
- 森沢はるか：岩崎杏里
- 秋元あかね：三船美佳
- 加藤治：関口知宏
- 東浩太郎：田辺誠一
- 杉浦英樹：野村宏伸（特別出演）
- 角田俊輔：吹越満

麻紀の行きつけのカフェのマスター。素直に弱音を吐く麻紀を優しく励ます。彼の料理は麻紀の元気の素。
- 寺崎天童：竹中直人

院長。麻紀を夜間病院に連れてきた張本人。「患者はお客様」という独自の経営哲学を貫く。
- 大久保礼：須賀健太

蛍子の息子で聴覚障害
- 橋本みやこ：池田真紀
- 本田奈緒：河西りえ
- 柴田かおり：川津春
- 神山静子：池谷のぶえ

婦長
- 安藤晃一：出光秀一郎
- 中野：桐谷健太
- 弥生：重田千穂子

### ゲスト出演者
- 山本加奈子：坂井真紀（第1・2話）
- 山本治代：柳川慶子（第1・2話）
- 山本章吾：山中たかシ（第1・2話）
- 西田：佐藤正宏（第1 - 3話）
- 内藤真弓：桃井かおり（第3話）
- 内藤サオリ：春名美咲（第3話）
- 加納佐知：竹内都子（第4話）
- 金子：満田伸明（第4話）
- 菊池：松山幸次（第4話）
- 石黒洋介：綿引勝彦（第5話）
- 清水冴子：新山千春（第5話）
- 矢島加代子：柴山智加（第6話）
- 矢島龍太：今野雅人（第6話）
- 安正鎬：石橋蓮司（第7話）
- 篠崎浩：一條俊（第7話）
- ミホ：竹村愛美（第8話）
- 森永：半海一晃（第9・10話）
- 新井量大（第10話）
- 西川忠志（第10話）

## 主題歌
- 「DESTINY ROSE」布袋寅泰

## スタッフ
- 脚本：江頭美智留、久松真一
- 音楽：中村竜哉、CALLING OF MIRACLE
- 美術デザイン：高野雅裕
- プロデューサー：
  - 藤井裕也、堀口良則（よみうりテレビ）
  - 霜田一寿、池田禎子（THE WORKS）
- 演出：唐木希浩（5年D組）、市野龍一、白川士（THE WORKS）、前西和成（よみうりテレビ）
- 協力：フォーチュン、日本テレビアート、アックス、緑山スタジオ・シティ
- 制作協力：THE WORKS
- 制作：よみうりテレビ

## サブタイトル
1. スゴい女医が来た
2. この子、死ぬの?
3. 嘘のようなホントの病気
4. ヤセない体の謎
5. 血液型の大誤解
6. 子どもの病気と落とし穴
7. のたうちまわる男
8. 私が乳ガン!?
9. 謎が明かされる時
10. とんでもない結末

## 関連商品
- ナイトホスピタル 病気は眠らない DVD-BOX(バップ) 2003年2月21日
- ナイトホスピタル 病気は眠らない Vol.1・Vol.2(バップ) 2003年1月22日発売
- ナイトホスピタル 病気は眠らない Vol.3・Vol.4(バップ) 2003年2月21日発売
- pulsation〜ナイトホスピタル オリジナル サウンドトラック(EMIミュージック・ジャパン) 2002年12月4日発売

| 読売テレビ 月曜10時枠の連続ドラマ     | 読売テレビ 月曜10時枠の連続ドラマ                          | 読売テレビ 月曜10時枠の連続ドラマ                      |
| 前番組                                | 番組名                                                     | 次番組                                                 |
| ------------------------------------- | ---------------------------------------------------------- | ------------------------------------------------------ |
| 私立探偵 濱マイク （2002.7.1 - 9.16） | ナイトホスピタル 〜病気は眠らない〜 （2002.10.14 - 12.16） | メッセージ 〜言葉が裏切っていく〜 （2003.1.13 - 3.10） |